# Anna – Der Film
Anna – Der Film ist die Kinofortsetzung der erfolgreichen ZDF-Weihnachtsserie Anna aus dem Jahr 1987.

## Geschichte
Anna hat sich in ihren gelähmten Freund Rainer verliebt. Während des Tanztrainings lernt sie David kennen, der sich seinerseits in sie verliebt. Valentine D’Arbanville lädt beide zum Vortanzen in die Münchener Staatsoper ein. Dem New Yorker Tanzpapst George Mamoulian fällt Anna auf und er notiert ihren Namen. Damit ist der Weg nach New York für sie offen. Doch Anna möchte nur mit David tanzen, der von George Mamoulian aber nur als Trainingspartner akzeptiert wird. Rainer reagiert eifersüchtig auf die enge Beziehung zwischen Anna und David. Doch mit beruflicher Kreativität und dem daraus resultierenden Erfolg kommt er darüber hinweg und die Beziehung zwischen ihm und Anna bleibt bestehen. In einer Disco trifft er auf David und reagiert aggressiv auf ihn.
Vor einem Soloauftritt Annas balanciert David über den Köpfen des Publikums. Doch er verliert das Gleichgewicht und stürzt in den Tod.
In ihrer Verzweiflung hat Anna für sich beschlossen, nie wieder in ihrem Leben Ballettschuhe anzuziehen. Doch Rainer lässt es nicht zu, dass sie alles, wofür sie so hart gearbeitet hat, hinwirft. Schließlich kann er sie überzeugen, doch nach New York zu gehen und diese Chance zu nutzen.

## Kritiken
„Als ‚Nachfolgefilm‘ zu der Ende 1987 ausgestrahlten populären Fernsehserie konzipiert, bietet die märchenhafte Teenager-Geschichte trotz netter Darsteller kaum mehr als mittelmäßige Unterhaltung, die Jugendliche jedoch durchaus ansprechen kann.“